# Gaucher IV de Mâcon
Gaucher IV (ou V) de Mâcon, (1153- 4 août 1219), dit aussi Gaucher de Vienne, seigneur de Salins de 1184 à 1219 sous le nom de Gaucher IV (ou V), sire de Maîche et de Traves, et de Bourbon par son 1er mariage.

## Biographie
Gaucher IV de Mâcon, sire de Salins, est le fils du comte Géraud Ier de Mâcon (1124-1184 ; fils de Guillaume et petit-fils d'Etienne) et de Maurette (1137-1200), fille de Gaucher III de Salins († 1175). Alors que la seigneurie de Salins était réunie au comté de Mâcon par le mariage de Géraud Ier de Mâcon avec Maurette de Salins, elle en fut séparée par Gaucher IV, qui était déjà seigneur de Bourbon du vivant de son père par son mariage avec Mathilde Ire de Bourbon, unique héritière de son père Archambaud de Bourbon. Mais ce mariage fut de courte durée et, avec le consentement du pape Célestin III, fut annulé en 1196 : Mathilde se remariait alors avec Guy II de Dampierre et Gaucher quittait les noms de Vienne, de Mâcon et de Bourbon pour prendre celui de sire de Salins. Il se remaria avec Alix de Dreux, fille du comte Robert II. En 1187 c'est sous ce nom qu'il confirme les dons que ses ancêtres de Salins ont faits à l'abbaye Notre-Dame de Rosières. Deux ans plus tard il défendait à ses officiers de percevoir des droits de péage de la part des religieux de Cluny ainsi que de leur prélever des impôts. En même temps il partait pour la troisième croisade. Il en revenait en 1193 et donnait à l'abbaye de Rosière « la moitié du sel que pouvait rendre annuellement une place dans les salines » en remerciement du fait qu'elle a reconstruit le lavoir de Salins. Dans ses actes son sceau le représente à cheval, tenant une épée nue à la main avec pour légende Sigilum Walcherii Salinensis Domini et Borboniensis. Le revers de ce sceau porte l'empreint de la tête de Jésus-Christ avec la devise Sigillum Veritatis. En 1199 il élevait l'ermitage du Mont-du-Fourg au rang d'abbaye sous le nom de Mont-Sainte-Marie.

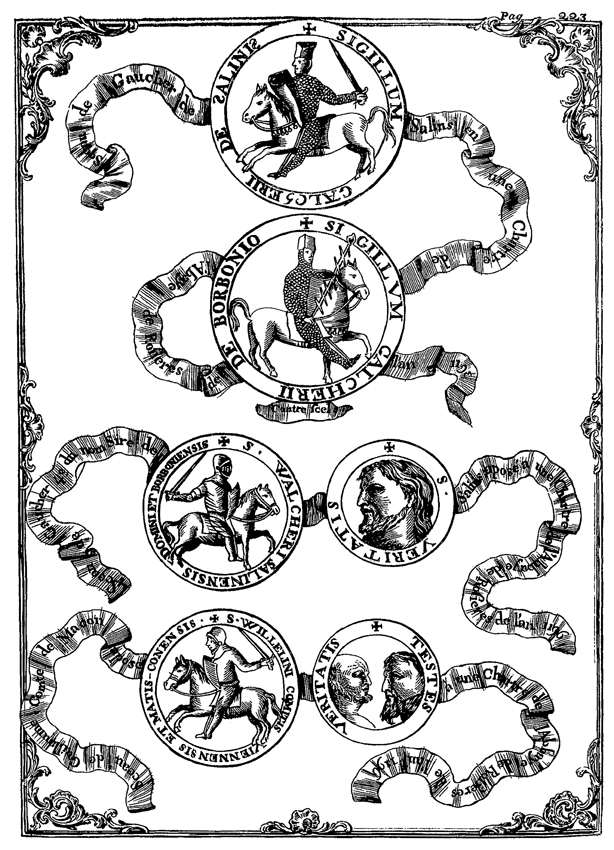
Sceaux de Gaucher IV de Mâcon.

Il mourut en 1219 et fut inhumé dans l'église de Goaille (située entre Clucy et Bracon) sous une simple dalle sur laquelle était gravée une inscription en latin, traduite ainsi par l'auteur de l'Histoire des sires de Salins, l'abbé Jean-Baptiste Guillaume (1758) : « Sous cette petite tombe, devant ce grand autel, gist & est enterré Gauthier, seigneur de Salins & de Bracon, fondateur de cette église, Mont-Sainte-Marie & Rosiéres, qui trespassa, l'an de l'Incarnation Notre-Seigneur M. CC. XIX. le tiers jour d'Aoust. Anima ejus requiescat in pace amen = Que son âme repose en paix- Amen ». En 1622 l'abbé de Goaille, Bernard Malarmey, a fait ériger un nouveau monument en mémoire de Gaucher IV avec comme inscription « Gualcherus Dominus Salinensis, hujus Cœnobïi Fundator, hic jacet antè Aram Majorem, juxtà Idam Ducissam Lotharingiae sororem suam: Obiit ille anno Domini millesimo ducentesimo decimo nono, tertio nonas Augusti. Utrique hoc monumentum posuit R.D.Benardus Malarmeus Abbas, anno millesimo, sexcentesimo, vigesimo, secundo = Ici gît devant le grand autel et à côté de sa sœur Ida duchesse de Lorraine, Gaucher seigneur de Salins, fondateur de ce monastère, mort le trois août mille deux cent dix-neuf. Bernard Malarmey, abbé, a édifié ce nouveau monument, en mille six cent vingt-deux. ».
Mariages et succession :
Il épouse avant 1183 Mathilde Ire de Bourbon, unique héritière d'Archambaud de Bourbon et d'Alix de Bourgogne, ils divorcent en 1195 ; en secondes noces il épouse Alix de Dreux (1189 - 1258), fille de Robert II de Dreux et de Yolande de Coucy, remariée veuve à Renard II de Choiseul à qui elle transmet Traves. De son premier mariage il a Marguerite, dame de Salins (qu'elle aliène en 1225 à Hugues IV duc de Bourgogne, qui cède lui-même en 1237 à Jean de Chalon l'Antique contre le comté de Chalon), x 1° en 1211 Guillaume de Sabran (1181-1250), comte de Forcalquier, puis x 2° en 1221 Jocerand IV Gros, † 1250, sire de Brancion : d'où postérité des deux mariages.
D'une relation hors mariage il a Géraud, seigneur de Lemuy et de Marnoz.

## Sources